# International Flavors & Fragrances
Das US-amerikanische Unternehmen International Flavors & Fragrances Inc. (nachfolgend IFF genannt) hat seinen Hauptsitz in New York. Es ist im Aktienindex S&P 500 gelistet und an der New Yorker Börse notiert. Im Jahre 2021 erzielte es einen Umsatz von 11,65 Milliarden US-Dollar und war damit in diesem Jahr der weltweit drittgrößte Hersteller von Duft- und Aromastoffen.
IFF beschäftigt weltweit über 24.000 Mitarbeiter, davon mehr als 5.300 in den USA. Eine berühmte Mitarbeiterin ist u. a. Sissel Tolaas. Das Unternehmen ist in 34 Ländern der Erde mit insgesamt 210 Produktionsstätten, Kreativzentren und Labors aktiv. In Deutschland ist IFF an mehreren Standorten tätig, so u. a. in Oberhausen und in Hamburg.

## Geschichte
Es entstand 1958 als Fusion der Unternehmen Polak & Schwarz und van Ameringen-Haebler, das älteste wurde bereits 1833 gegründet. 1964 ging IFF in New York an die Börse. IFF expandierte bald nach Europa und ab 2000 auch nach Asien.
2004 klagten Arbeiter einer Popcornfabrik gegen IFF und andere Unternehmen, da das dort als Butteraroma verwendete Diacetyl die Atemwegskrankheit Bronchiolitis obliterans ausgelöst haben soll. Als Folge leistete IFF Schadenersatz in Höhe von 20 Millionen USD.
Seit 2010 versucht IFF, mit Erfolg seine Umweltbilanz zu verbessern.
Im Mai 2018 übernahm IFF den israelischen Konkurrenten Frutarom. 2019 wurden Fusionspläne von IFF mit der Ernährungssparte des Chemiekonzerns Dupont bekannt. Am 1. Februar 2021 wurde die Übernahme dann offiziell vollendet.

## Produkte
Obwohl IFF zahlreiche bekannte Produkte herstellt (im Parfümbereich etwa für die Marken Emporio Armani, Hugo Boss, Clinique, Givenchy, Donna Karan, Calvin Klein, Lancôme, Estée Lauder, Ralph Lauren und Yves Saint Laurent), ist der Name des Unternehmens in der Öffentlichkeit wenig bekannt. Die Zeitschrift Technology Review nannte IFF, Givaudan und andere Aromahersteller wie Symrise die stillen Riesen der Branche: Kaum ein Verbraucher kennt sie, obwohl die meisten ihre Produkte im Flakon oder im Kühlschrank haben.